# Canal O'Brien
Canal O'Brien  es uno de los nombres que toma el canal Beagle en su recorrido. Es la continuación del canal Ballenero y uno de los canales fueguinos que fluye aproximadamente 10 millas por el sur de la isla O'Brien. En el extremo oriental del canal Ballenero está situada la isla O'Brien que divide el canal principal en dos ramas, los canales Pomar y O'Brien que corren respectivamente por el norte y sur de esta.
Administrativamente pertenece a la Región de Magallanes y Antártica Chilena, Provincia de la  Antártica Chilena, comuna Cabo de Hornos. El canal queda dentro del parque nacional Alberto de Agostini.
Desde hace aproximadamente 6000 años hasta mitad del siglo XX sus costas fueron habitadas por los pueblos kawésqar y yámana. A comienzos del siglo XXI este pueblo había sido prácticamente extinguido por la acción del hombre blanco.

## Recorrido
El canal O'Brien se ubica entre la costa S de la isla O'Brien y la costa N de la isla Londonderry. Desde su entrada occidental como continuación del canal Ballenero en el islote Redondo se prolonga por unas 10 millas hasta su término en la punta Americana, en el extremo oriental de la isla O'Brien, en que inicia su paso por el seno Darwin.
El ancho del canal en su entrada oriental es de 1 milla la que luego se reduce a solo 3 cables por la presencia de algunas rocas e islotes que se mantienen por unas 5 millas más hacia el W.
La profundidad de las aguas son considerables aún en las partes más angostas y como el curso no presenta cambios importantes, ni las corrientes son de consideración, su navegación aunque requiere atención es segura para todo tipo de naves.

## Historia
Desde hace unos 6000 años sus aguas eran recorridas por los pueblo kawésqar y yámanas, nómades canoeros, recolectores marinos. Esto duró hasta mediados del siglo XX en que prácticamente ya habían sido extinguidos por la acción del hombre blanco.
A fines del siglo XVIII, a partir del año 1788 comenzaron a llegar a la zona los balleneros, los loberos y cazadores de focas ingleses y estadounidenses y finalmente los chilotes.
Durante los meses de febrero y marzo de 1830 el comandante Robert Fitzroy con el HMS Beagle estuvo fondeado en caleta Doris y en puerto March rebuscando una embarcación que le fue robada por los indígenas, tiempo que aprovechó para trabajar en el levantamiento de la zona.
Durante el año 1903 la cañonera Magallanes de la Armada de Chile bajo el mando del comandante Baldomero Pacheco efectuó trabajos de levantamiento hidrográfico en el sector del canal.

## Islas e islotes

### Isla O'Brien
Situada en el extremo este del canal Ballenero tiene una orientación E-W y un largo de cerca 13,5 millas. Divide el canal Beagle en dos ramas, los canales Pomar y O'Brien, que corren el primero por su lado norte y que la separa de la isla Grande de Tierra del Fuego y el segundo por el lado sur que la separa de la isla Londonderry.
Es muy montañosa y boscosa, es menos elevada hacia el norte que hacia el sur. En su lado sur se elevan cumbres y picachos que miden entre 600 y 1000 metros siendo especialmente notable por su aspecto y altura el monte Fantasma de 677 metros.
En su costa norte se encuentran puerto Almeida y puerto Ballenas. En la costa sur está caleta Canales y el surgidero Fantasma.

### Islote Redondo
Ubicado en el lado norte del canal O'Brien y cerca de la costa sur de la isla O'Brien. Sus coordenadas son: L:54°55’ S. G:70°37’ W. y como su nombre lo indica tiene forma redonda. 
Está señalado por una baliza. Indica el límite entre los canales Ballenero y O'Brien.

### Isla Londonderry
Es una de las islas grandes del archipiélago de Tierra del Fuego. Su contorno es muy irregular y sinuoso. 
Forma la ribera sur del canal O'Brien por una extensión de 11 millas, desde el islote Redondo hasta la punta Americana.

### Isla Guillermo
Localizada en L:54°55’ S. G:70°34’ W. Está muy cerca de la isla Londonderry en la entrada occidental del canal O'Brien, en su lado sur. 
Es sucia en todos sus alrededores. El track de navegación pasa por su costado norte. El paso entre esta y la Londonderry no debe intentarse.

## Puertos, caletas y surgideros

### Caleta Canales
Mapa de la caleta
Situada en la costa sur de la isla O'Brien frente a la isla Guillermo en la entrada occidental del canal O'Brien.
En torno al fondeadero hay muchos sargazos pero en ningún punto se ha sondado menos de 11 metros. Es abierto al viento reinante del SW. Su fondo es de arena y conchuela.

### Surgidero Fantasma
Se encuentra al sur del monte Fantasma de la isla O'Brien, en la costa sur de esta. Para reconocerlo hay que ubicar una gran piedra que está en la falda del cerro casi a la altura de la copa de los árboles de la orilla. 
Cerca del fondeadero hay un manchón de sargazos donde se sondan 10 metros. El fondo es conchuela. No es recomendable su empleo pues es abierto a los vientos reinantes del SW.

### Caleta Lagunas
Mapa de la caleta
Está ubicado en la costa sur de la isla O'Brien al ENE del surgidero Fantasma.Se reconoce por una gran cascada que se ve al fondo y que proviene de una de las varias lagunas de la isla.
Es muy estrecha y su fondo es de piedra por lo que sólo puede ser empleada por buques pequeños.

### Puerto Fortuna
Situado sobre la costa norte de la isla Londonderry. Las coordenadas de su punto de referencia según la carta son: L:54°55’42” S. G:70°44’46” W. En el fondo de la bahía  hay un arroyo que desciende zigzagueando entre dos cerros altos.
Es de forma circular con un diámetro de 2½ cables. En el centro de la bahía se sondan 21 metros que descienden hasta 5,5 cerca de las orillas. Es abrigado a los vientos reinantes del w y SW.